# Torii Tadayoshi
Torii Tadayoshi (鳥居 忠吉, Morreu em 7 de maio de 1571), foi um samurai de meados do Período Sengoku. Vassalo de longa data de Matsudaira Hirotada e, mais tarde, seu filho de Tokugawa Ieyasu. Quando Ieyasu foi enviado ao Castelo Sunpu para ser um refém do Clã Imagawa, Tadayoshi serviu ao lado de Matsudaira Shigeyoshi no castelo de Castelo de Okazaki. Era conhecido como um modelo de frugalidade, tanto que quando Ieyasu voltou do exílio, Tadayoshi havia economizado dinheiro suficiente para rearmar o Clã Matsudaira . Servindo de modelo de vassalo da Era Tokugawa .